# Radclyffe Hall
Radclyffe Hall, ursprungligen Marguerite Antonia Radclyffe-Hall, född 12 augusti 1880 i Hampshire, död 7 oktober 1943, var en brittisk författare. Hon studerade bland annat vid King’s College, Cambridge och i Tyskland. 21 år gammal fick hon ett arv som gjorde henne ekonomiskt oberoende. År 1907 träffade Hall Una Troubridge som blev hennes livskamrat livet ut. Hon hade dock också en romans med den ryska sjuksköterskan Eugenie Souline och de tre kvinnorna bodde ihop i Florens i Italien från 1934 och senare i Devon till Halls död.
Hall debuterade under sitt fulla namn med fem diktsamlingar och gav bland annat ut Songs of the three countries (1923). Så småningom övergick hon till att skriva psykologiska romaner. Bland dessa märks The unlit Lamp (1924), Adam's breed (1926) och Ensamhetens brunn (1928). Den sistnämnda blev, trots att den ansågs ha ett oomtvistligt litterärt värde, förbjuden i Storbritannien och kom först ut 1957. Efter ett misslyckat försök att få den censurerad också i USA utgavs den där istället.
Ensamhetens brunn eller The Well of Loneliness som den heter på originalspråk betraktas som den första moderna lesbiska romanen. Radclyffe Hall publicerade sammanlagt sju romaner och tilldelades priser som Eichelberger Humane Award, Prix Femina Vie Hereuse-Bookman och James Tait Black Memorial Prize.

## Böcker utgivna på svenska
- Av Adams ätt , 1928
- Ensamhetens brunn, 1928, första svenska utgåvan 1932